# Erik Källström (konstnär)
Erik Källström, född 5 oktober 1866 i Falun, död 27 juli 1904 i Malmö, var en svensk ornamentbildhuggare och teckningslärare.
Han var son till Carl Erik Källström och Amalia Josefina Hedman och gift med Ida Helena Lindhe. Källström studerade vid Tekniska skolan i Stockholm 1882–1886 och vid Konstakademien 1887–1889 samtidigt studerade han vid Tekniska skolan 1887–1890 för att bli teckningslärare. Han var sedan vårterminen 1895 anställd som teckningslärare vid Högre allmänna läroverket i Malmö och var samtidigt lärare i teckning och modellering vid Malmö tekniska yrkesskola. Ett häfte med Källströms dikter utgavs postumt av vänner till författaren. Makarna Källström är gravsatta på Sankt Pauli mellersta kyrkogård i Malmö.